# Naturaliënkabinet

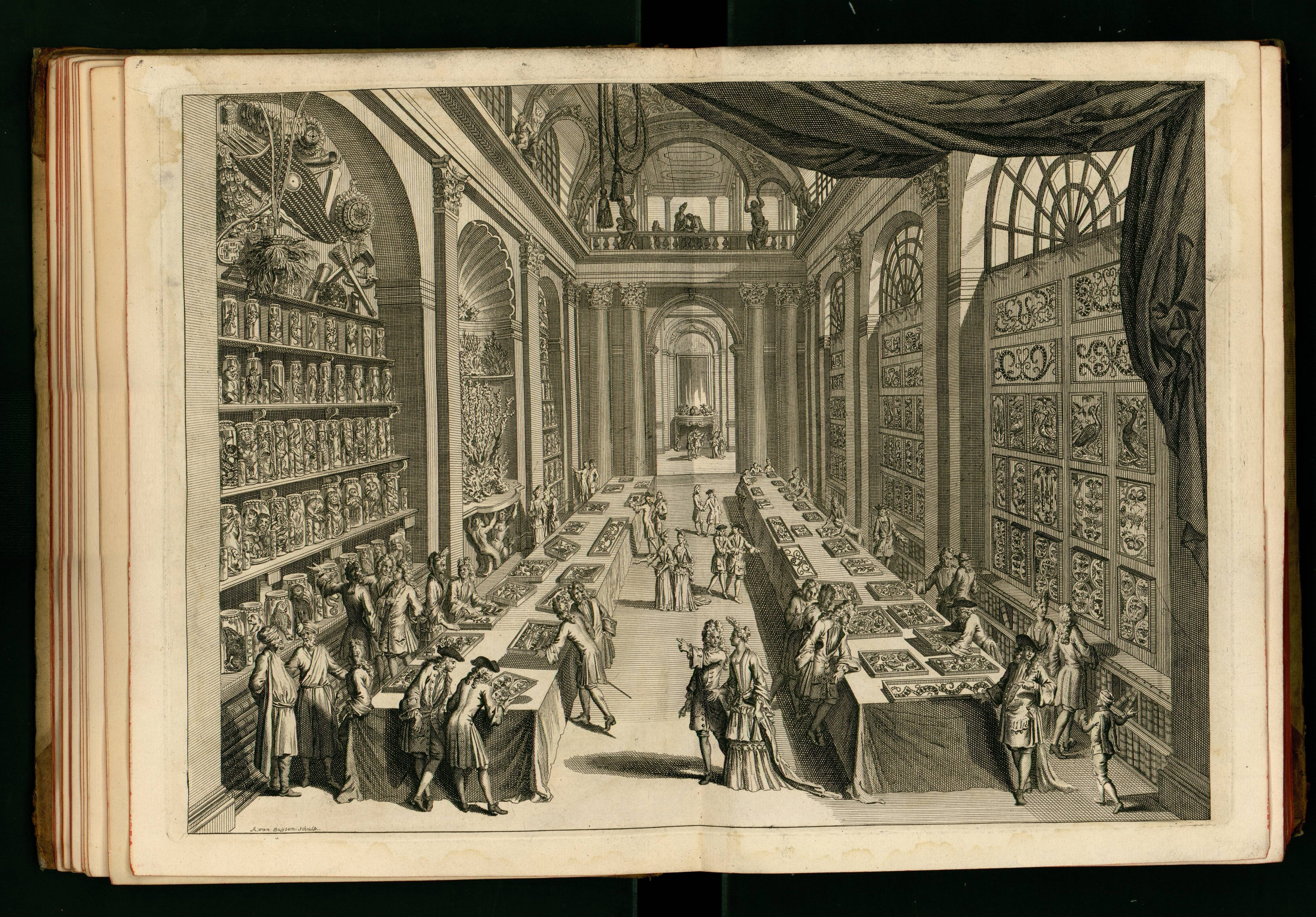
Het kabinet van Levinus Vincent werd door hem beschreven in Wondertooneel der Nature. Het was in de achttiende eeuw het kabinet met de meest omvangrijke collectie in de Republiek

Een naturaliënkabinet is een gebouw, ruimte of kast waarin naturaliën worden uitgestald. In ruimere zin wordt niet alleen de ruimte, maar ook de collectie met deze term aangeduid.  
Met naturaliën of naturalia worden bijzondere voortbrengselen van de natuur, zoals (onderdelen van) planten, dieren en stenen bedoeld. 
In de zestiende  en zeventiende  eeuw werden naturaliën bewaard in zogenaamde kunst- en rariteitenkabinetten, waarin ook kunstvoorwerpen en oudheidkundige objecten werden opgeslagen. Daarna begon men de verzamelingen te scheiden en werden natuurlijke objecten in een naturaliënkabinet opgeslagen. Voorbeelden van zaken die in een naturaliënkabinet werden opgeslagen, zijn schelpen, opgezette vogels, dieren op sterkwater, skeletten, vlinders en gedroogde planten. 
Anna van Hannover zette in 1751 een kabinet op voor haar vierjarige zoon, prins Willem V. Het kabinet verkreeg grote bekendheid en werd bezocht door diverse geleerden uit binnen- en buitenland.